# Lijst van nationale parken en natuurparken in Kroatië

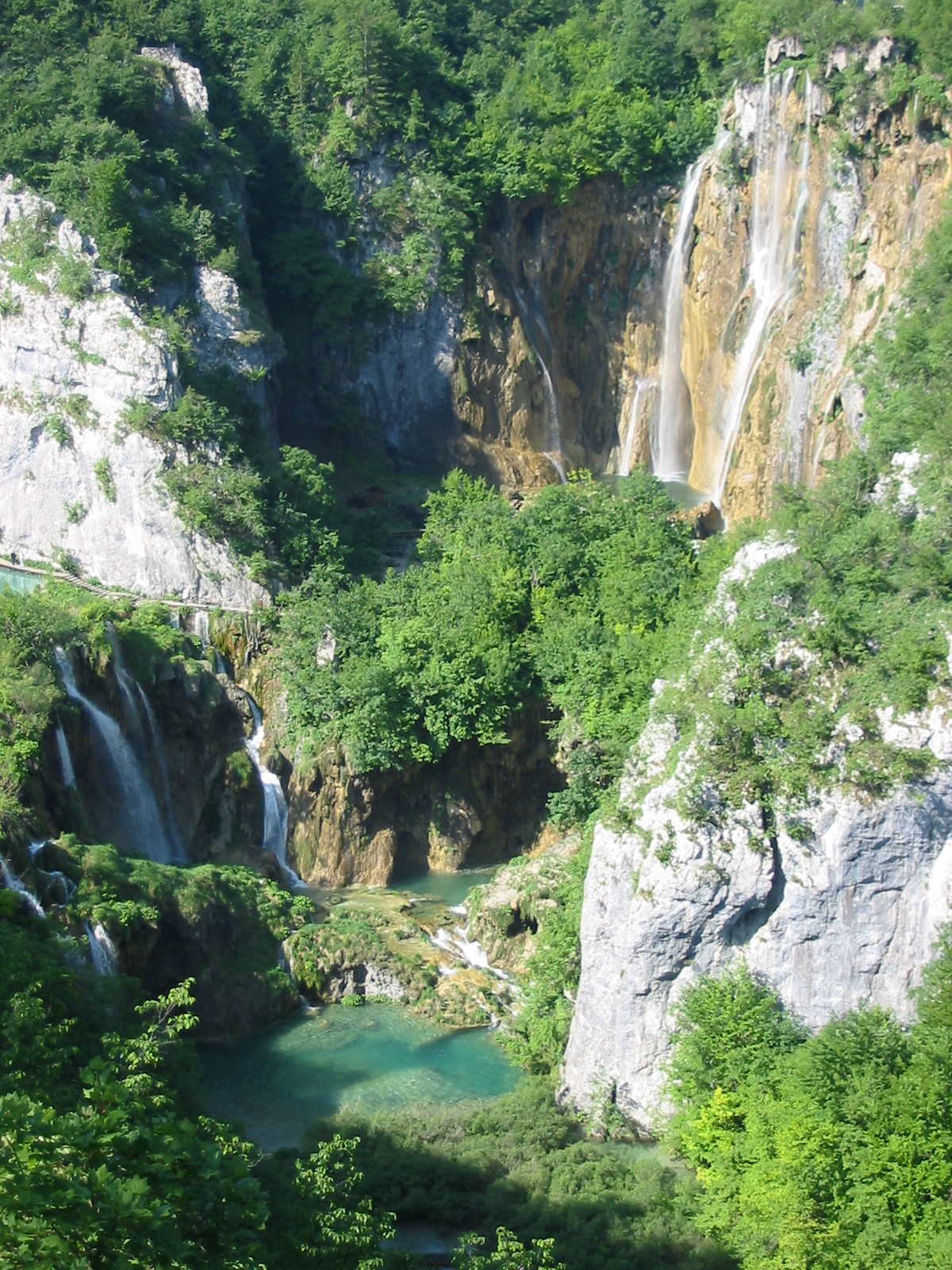
De Plitvice Meren staan op de UNESCO-Werelderfgoedlijst

Er zijn in Kroatië acht nationale parken.
In totaal beslaan deze parken 994 km²; waarvan 759 km² land is en 235 km² water. Verder zijn er nog twaalf natuurparken en twee natuurgebieden.
Ieder nationaal park wordt behouden door een apart instituut, deze instituten zijn gecontroleerd en gesubusideerd door het Kroatische ministerie van natuurbehoud en ruimtelijke ontwikkeling.
In Kroatië leven er nog bruine beren, wolven, lynxen, adelaars en gieren in het wild.

## Nationale parken in Kroatië
Drie Nationale parken bevinden zich op de Kroatische eilanden (Kornaten, Brijuni en Mljet). Twee nationale parken bevinden zich in het Karst (de Plitvicemeren en de Krkawatervallen). Twee andere bevinden zich in het Velebitgebergte en bieden naast een mooi karstlandschap  een diverse flora en fauna (Noordelijke Velebit en Paklenica). 
| Naam                | Omschrijving | datum             | web                    | foto |
| ------------------- | --- | ----------------- | ---------------------- | ---- |
| Plitvicemeren       | Kroatisch Plitvička jezera (wereldberoemde watervallen), UNESCO-Werelderfgoed sinds 1979.                         | 8 april 1949      | np-plitvicka-jezera.hr |      |
| Paklenica           | Vele klimmogelijkheden, karstgaten, beukenbossen UNESCO-Werelderfgoed sinds 2017                                  | 19 oktober 1949   | np-paklenica.hr        |      |
| Risnjak             | Ligt in het gebergte bij Gorski kotar in de buurt van Rijeka                                                      | 15 september 1953 | np-risnjak.hr/         |      |
| Mljet               | Een eiland in Zuid-Dalmatië                                                                                       | 12 november 1960  | np-mljet.hr            |      |
| Kornaten            | In het Kroatisch: Kornati (eilandenarchipel)                                                                      | 24 juli 1980      | np-kornati.hr          |      |
| Krka                | Vlak bij Šibenik en heeft beroemde watervallen                                                                    | 24 januari 1985   | npkrka.hr              |      |
| Noordelijke Velebit | Vele Karstbezienswaardigheden, er is een rijke flora en fauna, beukenbossen UNESCO-Werelderfgoed sinds 2017       | 2 juni 1999       | np-sjeverni-velebit.hr |      |
| Brijuni             | Ook wel Brioni genoemd, ligt voor de kust van Istrië, voormalige zomeropstekje van Tito met een klein safaripark. | 27 oktober 1983   | np-brijuni.hr          |      |

## Natuurparken in Kroatië

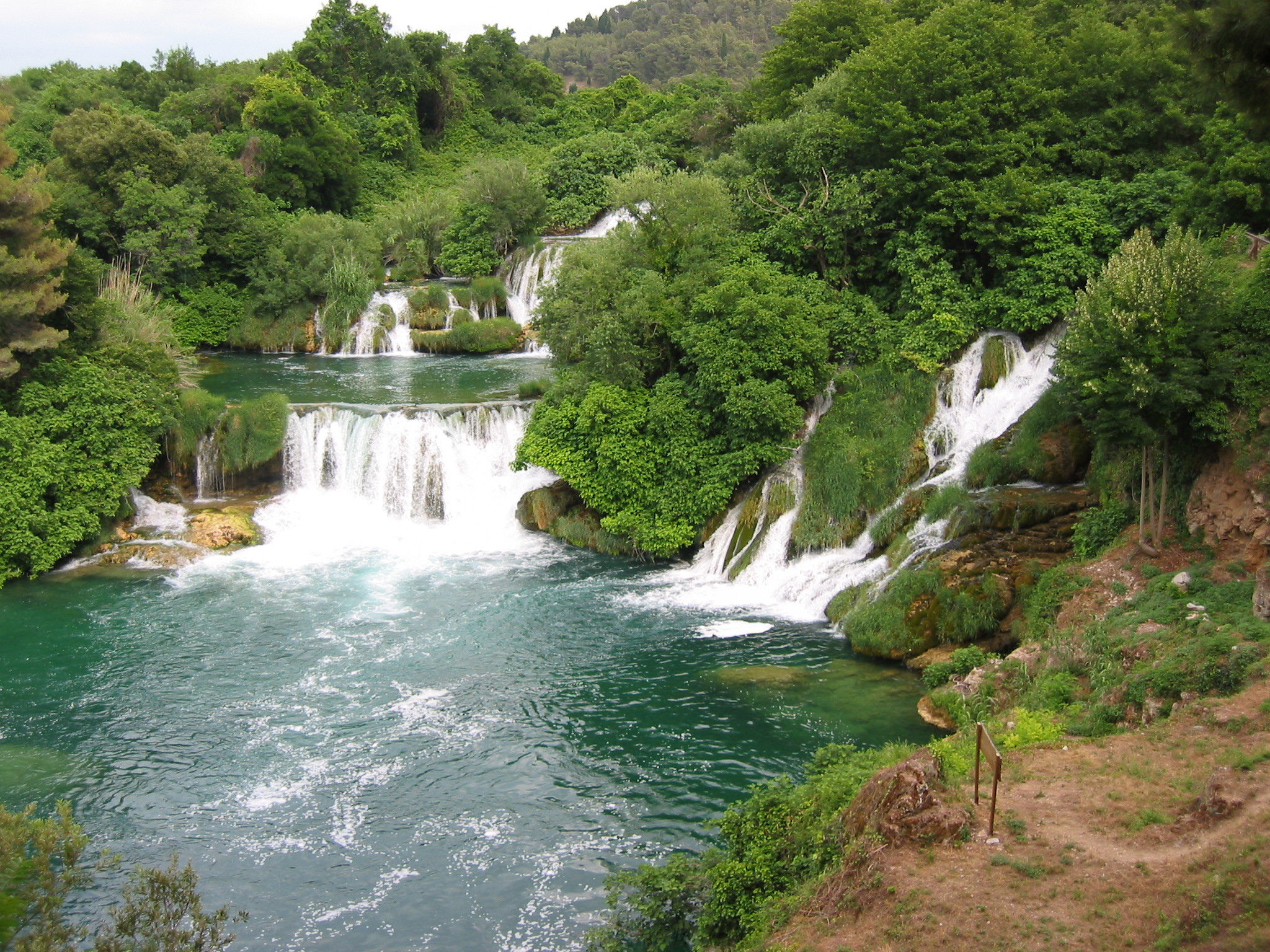
De Skradinski Buk (waterval), in Nationaal Park Krka

| Naam                      | Omschrijving                                                                     | datum           | web                             | foto |
| ------------------------- | -------------------------------------------------------------------------------- | --------------- | ------------------------------- | ---- |
| Natuurpark Kopački rit    | Biotoop aan de Donau                                                             | 1967            | pp-kopački-rit                  |      |
| Natuurpark Papuk          | In Midden-Slavonië                                                               | 1999            | pp-papuk.hr                     |      |
| Natuurpark Lonjsko polje  | Biotoop aan de Sava                                                              | 1990            | pp-lonjsko-polje.hr             |      |
| Medvednica                | De "Thuisberg" van Zagreb                                                        | 1981            | pp-medvednica.hr                |      |
| Žumberak-Samoborsko gorje | Dit natuurpark ligt ten westen van Zagreb                                        | 1999            | pp-zumberak-samoborsko-gorje.hr |      |
| Natuurpark Učka           | Een berg vlak bij Rijeka, te zien vanuit vele delen van Istrië                   | 1999            | pp-ucka.hr                      |      |
| Natuurpark Velebit        | Omvat o.a het Nationaal Park Noordelijk Velebit en het Nationaal Park Paklenica. | 1981            | pp-velebit.hr                   |      |
| Natuurpark Vransko jezero | In het Dalmatische achterland                                                    | 1999            | vransko-jezero.hr               |      |
| Natuurpark Telašćica      | Binnen de Kornati-archipel                                                       | 1988            | telascica.hr                    |      |
| Natuurpark Biokovo        | Berggebied in Zuid-Dalmatië                                                      | 1981            | pp-biokovo.hr/                  |      |
| Natuurpark Lastovo        | Een eiland in Zuid-Dalmatië                                                      | 2006            | Lastovo                         |      |
| Natuurpark Dinara         | Berggebied in de Dinarische Alpen                                                | 5 februari 2021 | PP Dinara                       |      |

## Beschermde natuurgebieden in Kroatië
- Het Bijele und Samarske stijene natuurgebied in het Kapelamassief.
- De Rožanski kuk en Hajdučki kuk (natuurgebied) in het Velebitmassief

Daarnaast zal er nog op het eiland Lastovo een natuurgebied komen.